# Воденичарово
Воденичàрово е село в Южна България, община Стара Загора, област Стара Загора.

## География
Село Воденичарово се намира на около 23 km юг-югозападно от областния и общински център Стара Загора и 15 km изток-североизточно от град Чирпан. Разположено е в Старозагорското поле на Горнотракийската низина. Надморската височина в центъра на селото е около 183 m. Климатът е преходно-континентален.
Източно от село Воденичарово тече на юг Ездачевска река, десен приток на река Мартинка.
Общински път на изток свързва село Воденичарово със село Михайлово (и със спирка „Михайлово“ на железопътните линии Пловдив – Бургас и Русе – Горна Оряховица – Подкова), а през него – и със селата Борово, Ловец, Калояновец, Осларка и други.
Землището на село Воденичарово граничи със землищата на: село Михайлово на североизток и изток; село Самуилово на югоизток; село Гита на югозапад; село Малко Тръново на запад.
Етническият състав на населението на село Воденичарово по численост и дял на етническите групи според преброяването през 2011 г. е:
| Етнически групи     | Численост | Дял (в %) |
| Общо                | 56        | 100       |
| Българи             | 56        | 100       |
| Турци               | 0         | 0         |
| Цигани              | 0         | 0         |
| Други               | 0         | 0         |
| Не се самоопределят | 0         | 0         |
| Не отговорили       | 0         | 0         |

Към 15 март 1924 г. в село Воденичарово има регистрирани: 24 души по постоянен адрес; 57 души по настоящ адрес; 13 души по постоянен и настоящ адрес в същото населено място.
Числеността на населението на село Воденичарово по данните от преброяванията от 1934 г. насам се променя както следва:
| \| Година на преброяване \| Численост \| \| --------------------- \| --------- \| \| 1934 \| 564 \| \| 1946 \| 608 \| \| 1956 \| 548 \| \| 1965 \| 394 \| \| 1975 \| 270 \| \| 1985 \| 187 \| \| 1992 \| 150 \| \| 2001 \| 111 \| \| 2011 \| 56 \| \| 2021 \| 56 \| |           |
| Година на преброяване | Численост |
| 1934 | 564       |
| 1946 | 608       |
| 1956 | 548       |
| 1965 | 394       |
| 1975 | 270       |
| 1985 | 187       |
| 1992 | 150       |
| 2001 | 111       |
| 2011 | 56        |
| 2021 | 56        |

## История
След Руско-турската война 1877 – 1878 г. по Берлинския договор 1878 г. селото – тогава с име Дермен махле, остава в Източна Румелия; присъединено е към България след Съединението 1885 г. Село Дермен махле е преименувано на Воденичарово през 1906 г.

## Обществени институции
Изпълнителната власт в село Воденичарово към 2025 г. се упражнява от кметски наместник.